# Български земеделски народен съюз
 Тази статия е за БЗНС до разделянето му през 1945 година.  За други значения вижте БЗНС (пояснение).
Българският земеделски народен съюз (БЗНС) е земеделско политическо движение в България.
Съюзът е създаден през 1899 година като професионална организация на селяните, но скоро се превръща в политическа партия, чието влияние постепенно нараства. Популярността ѝ достига своя връх след Първата световна война, когато образува самостоятелно правителство, начело с Александър Стамболийски. След няколкогодишно управление то е свалено от власт с Деветоюнския преврат от 1923 година, който нанася тежък удар на организацията.
В средата на 20-те години на ХХ век БЗНС се разделя на няколко крила, които продължават да играят важна роля в политическия живот, особено в съпротивата срещу налагането на комунистическия режим през 1945 – 1947 година. След това една от земеделските групи продължава съществуването си като сателитна партия в тоталитарния режим. След падането на режима са създадени няколко политически организации, следващи традициите на БЗНС, като някои от тях постигат известни политически успехи, участвайки в правителства, главно през 1990-те години, след което влиянието им намалява.

## Обединеният БЗНС

### Основаване и първи години
Земеделското движение в България възниква в края на 90-те години на XIX век на основата на отделни местни земеделски професионално-просветни организации, често създадени от селски учители, агрономи, лекари и чиновници, повлияни от народничеството и социализма. През 1899 година то се активизира като реакция срещу намерението на Либералната партия да възстанови натуралния десятък за сметка на въведения няколко години по-рано фиксиран поземлен данък. През септември бившият директор на Лозарското училище в Плевен Янко Забунов започва да издава вестник „Земеделска защита“, а учителят социалист Цанко Церковски публикува „Възвание към българските земеделци“, призоваващо за създаване на общонационален земеделски съюз.
Учредителният конгрес на Българския земеделски съюз (името БЗНС е утвърдено няколко години по-късно) се провежда на 28 – 30 декември 1899 година в Плевен, а лидер на новата организация става Янко Забунов. Съюзът разширява влиянието си в условията на разрастващата се политическа криза около десятъка, като някои негови активисти участват в Селските бунтове в началото на 1900 година.
Първоначално съюзът е създаден като професионална просветно-икономическа организация по модела на Учителския съюз. За запазването на профсъюзния му характер се застъпват много от първоначалните му дейци, които са народници и социалисти, но не след дълго превес взима групата около Димитър Драгиев, първият идеолог на българския аграризъм, която се стреми към превръщането на организацията в партия, така че да използва демократичните механизми за защита на интересите на селското съсловие. Третият конгрес през 1901 година взема решение Съюзът да издигне свои кандидати в предстоящите парламентарни избори, което довежда до напускането на много народници.
През следващите години БЗНС излъчва по няколко депутати, които обаче остават сравнително пасивни, докато съюзът се концентрира върху организационното си и идеологическо изграждане. Важна роля в този процес играят Димитър Драгиев и младият публицист Александър Стамболийски, който развива собствена интерпретация на аграризма, наричана „съсловна теория“. Според нея с постигането на либерална демокрация политическите парти са изживели ролята си и ще бъдат заменени от съсловни организации, представляващи отделни социални „съсловия“ – селяни, работници, занаятчии, търговци и т.н., като сред тях водеща роля трябва да играят селяните, които имат физическо и морално преимущество пред останалите. Други елементи на идеологията на БЗНС стават концепцията за „трудова поземлена собственост“ (размерите на поземлените владения трябва да позволяват обработването им от собственика), за кооперациите като средство за преодоляване на недостатъците на дребната поземлена собственост и за „народовластието“ (форма на демокрация, при която доминиращото селско съсловие налага интересите си над останалите, включително с елементи на пряка демокрация).
Александър Стамболийски разработва и първата програма на БЗНС, приета на Седмия конгрес през 1905 г. По силата на възприетия съсловен принцип в Съюза имат право да членуват всички селяни без оглед на тяхното имуществено състояние.
БЗНС се бори против личния режим на монарха и милитаристичния курс на българските правителства. Съюзът се противопоставя твърдо на влизането на България в Междусъюзническата и Първата световна война.
В края на Първата световна война новообразуваното правителство на Александър Малинов подготвя излизането на България от войната, но в края на септември започва Владайското въстание. Земеделските активисти Александър Стамболийски и Райко Даскалов, намиращи се дотогава в затвора, заради антивоенните си позиции, са включени в делегация за преговори с бунтовниците, но вместо това те оглавяват въстанието. В същото време в София е съставено правителство на широка коалиция, включваща и БЗНС – член на кабинета става Цанко Церковски, а малко по-късно и Димитър Драгиев. Последвалият конфликт между Драгиев и Стамболийски довежда през пролетта на 1919 година до отделянето на привържениците на Драгиев в БЗНС – Стара Загора, докато оглавилия правителството Стамболийски запазва контрол над основната част от Съюза. По същото време от БЗНС се откъсва и една група около вестник „Земеделска правда" начело с Йордан Пекарев.

### След Първата световна война
След като получава най-голям брой депутатски места в парламентарните избори през август 1919 година, лидерът на БЗНС Александър Стамболийски е натоварен от монарха с мандат за образуване на нов коалиционен кабинет с Народната и Прогресивнолибералната партия. През май 1920 г. е съставено и самостоятелно земеделско правителство.
Заставайки начело на управлението на страната, БЗНС се опитва да реализира програмата си чрез масирани реформи във всички области на живота, като за няколко години са приети над сто закона. Широко пропагандирана е аграрната реформа, ограничаваща размера на земеделските стопанства, но в действителност тя има ограничен обхват, заради и без това раздробената поземлена собственост в страната. Други мерки са създаването на Трудова повинност на мястото на отменената с Ньойския договор военна служба, увеличаването с три години (прогимназиален етап) на задължителното образование, въвеждането на прогресивен данък (останал неприложен на практика, заради трудната оценка на доходите в селата), създаването на изборни местни съдилища, опитът за създаване на държавен монопол в търговията със зърно (отменен под натиска на контролната комисия на Съглашението). Тази дейност е съпътствана с все по-крайна антиградска реторика, като Стамболийски дори сравнява София със Содом и Гомора, заплашвайки да я унищожи. Стамболийски вижда в управлението на БЗНС аграристки експеримент, който може да послужи за модел на земеделски управления и в други страни, като се превърне в алтернатива на болшевизма, на който БЗНС все по-твърдо се противопоставя.
Със своята политика правителството на БЗНС настройва срещу себе си голяма част от обществения елит – политици от повечето други партии, физически малтретирани от паравоенната Оранжева гвардия или изпратени в затвора от свикан с референдум извънреден Държавен съд, офицери, много от които губят работата си след Ньойския договор, юристи, всячески атакувани от режима, Българската православна църква, част от имотите на която са национализирани, Вътрешната македонска революционна организация, заради нормализирането на отношенията с Кралство Югославия, академичните среди, заради премахването на университетската автономия. В допълнение управлението страда от корупция и некомпетентност на административните кадри, правовият ред е често пренебрегван и Съюзът официално разглежда възможността за открито налагане при необходимост на „селска диктатура“.
След големия изборен успех на БЗНС през пролетта на 1923 година, противниците на режима се ориентират към подготовката и извършването на държавен преврат с помощта на войската. В резултат на Деветоюнския преврат кабинетът на Александър Стамболийски е свален от власт, той самият и редица други дейци на съюза са избити, други са хвърлени в затвора, трета част е принудена да емигрира. Превратът предизвиква опит за бунт, последван от терористична кампания, организирани от комунистите, в която се включват и някои земеделци. Земеделски активисти загиват и по време на Априлски събития през 1925 година. При това положение организационният живот на БЗНС е временно парализиран и съюзът се разпада на отделни групи, които търсят различни начини да се адаптират към новата обстановка.

## След разделянето

### Разцепление и Народен блок
С либерализирането на режима през 1926 година, БЗНС постепенно възстановява дейността си и започва да търси сътрудничество с други партии. Към края на годината Съюзът се разцепва на две крила. Основната част от земеделската членска маса се групира около Димитър Гичев и става известна като БЗНС „Врабча 1“, по адреса на партийната централа. По-дясно настроените земеделци около Коста Томов, Марко Турлаков и Христо Манолов, които още през февруари 1923 година влизат в конфликт със Стамболийски, се обособяват в самостоятелна организация под името Български земеделски народен съюз – оранжев, която през 1933 година се влива в профашисткото Народно социално движение.
През следващите години БЗНС „Врабча 1“ успява да възстанови донякъде влиянието си в страната, отказвайки се напълно от радикалната антиградска реторика от миналото. През 1931 година се включва в центристката коалициция Народен блок, а след нейния успех на изборите през юни се включва в правителството. През 1932 година недоволството на бивши емигранти, като Александър Оббов и Коста Тодоров, от ограниченото влияние на БЗНС в управлението довеждат до обособяването на БЗНС „Пладне“.
През 1933 година към БЗНС „Пладне“ се присъединяват нови групи, недоволни от партийното ръководство на БЗНС „Врабча 1“, образувайки БЗНС – обединен. Групата на Георги Марков също се отделя от съюза и образува отделна организация – БЗНС — Георги Марков.

### След Деветнадесетомайския преврат
След Деветнадесетомайския преврат през 1934 година заедно с другите политически партии е забранен и БЗНС. До 9 септември 1944 г. той води полулегален живот, като по-активна дейност развиват само неговите ръководни органи. Създаденият малко преди това БЗНС – обединен отново се разпада на БЗНС „Пладне“ и няколко други по-малки групи, около издания като „Селски глас“ и „Орач“. Своеобразна крайно лява версия на аграризма с централна роля на кооперациите развива групата около Михаил Геновски и списание „Земя и труд“.
БЗНС „Ал. Стамболийски“ („Пладне“) и БЗНС „Врабча 1“ застават на определени опозиционни позиции. Независимо от това водачите на последното крило продължават да отказват сътрудничеството си на БКП и се ориентират към единодействие с десните буржоазни нефашистки сили. През 1936 г. заедно с националлиберали, десни радикали, широки социалисти и Демократическия сговор (крило Андрей Ляпчев) те полагат основите на т.нар. „Петорка“, която издига за своя програма възстановяването на Търновската конституция (отменена от режима на деветнадесетомайците). премахването на Закона за защита на държавата и установяване режим на буржоазна демокрация. БЗНС „Ал. Стамболийски“ („Пладне“) приема сътрудничеството с БКП и участва в създадения от нея Народен антифашистки фронт (1936 – 1939 г.). По време на партизанските движения на БКП (1941 – 1944 г.) той продължава това свое сътрудничество с БРП (Българска работническа партия), участва със свои представители в създадения през август 1943 г. Национален комитет на Отечествения фронт, а след 9 септември 1944 г. в първото отечественофронтовско правителство. БЗНС „Врабча 1“ продължава своята линия на единодействие с буржоазните и дребнобуржоазните нефашистки сили. Макар да се обявява против присъединяването на България към Тристранния пакт 1941 г. и изобщо против цялостната външна и вътрешна политика на режима, отказва да влезе в ОФ, не подкрепя и въоръжената борба на комунистите. Напротив – възглавява (2 – 8 септември 1944 г.) последното буржоазно правителство.

### След Деветосептемврийския преврат
След Деветосептемврийския преврат през 1944 година са легализирани партиите от взелия властта Отечествен фронт, включително и БЗНС „Пладне“, който заема основното име на организацията – Български земеделски народен съюз (БЗНС). На 14 – 15 октомври е проведена конференция на съюза, която потвърждава фактическото обединение на БЗНС „Пладне“ и БЗНС „Врабча 1“ и избира за главен секретар на обединената организация Г. М. Димитров. През следващите месеци нараства напрежението между БЗНС и Българската работническа партия, с която са в коалиция. Комунистите се опасяват от създаване на блок между БЗНС и Народен съюз „Звено“, който да неутрализира влиянието им в Отечествения фронт и след неуспешни опити за предизвикване на конфликт между групите в БЗНС решават да отстранят Г. М. Димитров. След като съветският представител Сергей Бирюзов лично го заплашва с разпускане на БЗНС, Димитров подава оставка и на негово място е избран Никола Петков.
На 8 – 9 май 1945 година прокомунистически дейци на БЗНС, начело с Георги Трайков, провеждат конференция на организацията. Макар дотогавашният водач на съюза Никола Петков да е преизбран за главен секретар, той не участва в конференцията и отказва да признае легитимността ѝ. През следващите месеци разцеплението в организацията се задълбочава. Четиримата министри на БЗНС напускат правителството и са заменени от представители на прокомунистическото крило. През следващите години то става известно като БЗНС (казионен) за разлика от основната част на съюза, която започва да бъде наричана БЗНС - Никола Петков.
Една група, възглавявана от Александър Оббов, също се обявява против сътрудничеството с отечественофронтовските партии и продължава да отстоява съсловния характер на казионния съюз. През 1947 г. тази група е изгонена от редовете на партията.
По същото време във връзка с предприетите от комунистите действия по ликвидиране на опозицията е разтурен и БЗНС – Никола Петков.

### При комунистическия режим
В края на декември 1947 г. се провежда Двадесет и седмият конгрес на БЗНС. Той потвърждава линията на сътрудничество на съюза с другите отечественофронтовски организации. Съгласно новия устав, БЗНС се ръководи от председателя му наречен Секретар на БЗНС и от заместник-председателите наречени Секретари на постоянното присъствие на БЗНС, най-важният от които е организационният секретар на партията, тъй като е вторият в йерархията на БЗНС. За секретар на БЗНС е избран Георги Трайков, който заема този пост чак до 1974 г., като през 1964 – 1971 г. е председател на Президиума на народното събрание, длъжност равностойна на президент. През 1974 – 1989 г. секретар на БЗНС е Петър Танчев, Първи заместник-председател на Държавния съвет; от декември 1989 до март 1990 г. секретар на БЗНС е Ангел Димитров. Организационни секретари на постоянното присъствие са Кирил Клисурски (1947 – 1951 г.), Николай Георгиев (1951 – 1958 г.), Петър Танчев (1958 – 1974 г.), Георги Андреев (1974 – 1976 г.) и Алекси Иванов (1976 – 1989 г.).
Окончателното идейно-политическо обезличаване на съюза започва от съвещанието на Върховния съюзен съвет, проведено на 31 октомври – 1 ноември 1948 г. В него се взема решение за скъсване със съсловния принцип на организацията и се прокламира нейното по-нататъшно изграждане на „класова основа“ като организация на бедните и средните селяни. Приема се и нова програма на съюза за изграждането на социалистическото общество в България и се признава ръководната роля на БКП. Всичко това придава на БЗНС облика на сателитен тип партия.
Независимо от това, БЗНС приема широко участие в управлението имайки постовете на министър на правосъдието с министри Ради Найденов (1947 – 1958), Петър Танчев (1958 – 1966) и Светла Даскалова (1966 – 1990), министър на мините и подземните богатства – Кирил Клисурски (1947 – 1951), министър на обществените сгради – Стоян Тончев (1953 – 1961 г.), министър на информацията и съобщенията – Стоян Тончев (1961 – 1968), Хараламби Трайков (1968 – 1973), Георги Андреев (1973 – 1976) и Пандо Ванчев(1976 – 1986 г.), министър на горите и горската промишленост Янко Марков (1971 – 1986), както и най-важния пост на ниво министър – министър на земеделието и горите Георги Трайков (1947 – 1951 г.), Алекси Иванов (1986 – декември 1988 г.) и Георги Менов (декември 1988 – 1990 г.).
След Априлския пленум на ЦК на БКП през 1956 г., БЗНС взема активно участие в преустройството на селското стопанство и участва в по-нататъшното изграждане на общество по социалистически модел. БЗНС разгръща и известна външнополитическа дейност. Поддържа непосредствени връзки с повече от 50 селски и сродни нему партии и движения в света, участва в редица международни съвещания на аграрните партии, инициатор е и на много международни срещи по въпросите на мира.

#### Организационна структура на БЗНС (1948 – 1989 г.)
- Членове: 120 хиляди души
- Годишен брой проведени мероприятия: около 2330 заседания и конференции на централните и окръжните активи
- Структура на членския състав: 90 хиляди души селски стопани от тях 30 икономисти, останалите агрономи, 5 хиляди души горски стопани, 10 хиляди работещи в областта на водите и природните ресурси, останалите 20 хиляди души имащи различни други професии – дейци на изкуството, лекари, учители и социални работници.

### След 1989 г.
- БЗНС (казионен) – наричан официално БЗНС до август 1991 г., когато се преименува на БЗНС (единен) – съюзник на БКП в НРБ от 1947 до 1990 година с лидери Георги Трайков ( 1947 – 1974), Петър Танчев (1974 – 1989), Ангел Димитров (1989 – 1990) и Виктор Вълков (1990 – 1991)през 1991 година обединен с групата на политическият емигрант Ценко Барев и разпуснат, като новата партия се нарича БЗНС (Единен) .
- БЗНС „Александър Стамболийски“ – от 1993 г., с лидери Светослав Шиваров (до 2005 г.) и Спас Панчев (от 2005 г.), от декември 2005 г. преименуван на Земеделски съюз „Александър Стамболийски“.
- БЗНС „Никола Петков“ с лидер Милан Дренчев (от 1990 г. до 1992 г.). През ноември 1992 г. се преименува на Български земеделски народен съюз с абревиатура БЗНС, с лидери Анастасия Мозер (от 1992 г. до 1996 г.), Петко Илиев (от 1997 г. до 1999 г.)
- БЗНС - Народен съюз, основан през 1997 г. с лидер Анастасия Мозер и преименуван на Земеделски народен съюз отново с лидер Анастасия Мозер. През 2006 г. за председател е избран Стефан Личев, като след шест години начело на ЗНС на 39-и конгрес през 2012 г. е избран нов председател Румен Маринов Йончев.
- Национално сдружение – БЗНС – от декември 2005 г. преименувано на „Ред, законност и справедливост“ с лидер Яне Янев.
- Народняшка земеделска партия „Никола Петков“ – регистрирано от ЦИК на 8 май 2005 г.
- Обединени земеделци от 2008 г. с лидер Анастасия Мозер, а от 2011 г. – Петя Ставрева.
- БЗНС (Георги Пинчев) – партия с име БЗНС и с лидер Георги Пинчев.
- БЗНС (Николай Ненчев) – с лидер Николай Ненчев, която получава от съда правата върху името и символите на Български земеделски народен съюз.
- БЗНС-Център с лидер Рангел Измиров. На Парламентарни избори в България (1997), получават 10062 гласа. Издигат на президентските избори 1996 Рангел Измиров (после се отказва).

## Ръководство
Висш ръководен орган на съюза от създаването му (1899) и до разцеплението му (1990) е Постоянното присъствие на БЗНС, след което всяко БЗНС има свое постоянно присъствие. В различните периоди на съществуване, БЗНС има различно наименование на ръководните длъжности. По време на социализма то е част от висшата номенклатура.

## Лидери
- Янко Забунов (1899 – 1902)
- Димитър Драгиев (1902 – 1919) – умерено крило
- Александър Димитров (1910 – 1919) – радикално крило
- Александър Стамболийски (1919 – 1923)
- Райко Даскалов (1923)
- Петко Д. Петков (1923 – 1924)
- Димитър Гичев (1926 – 1934)
- Никола Петков (1934 – 1938)
- Г. М. Димитров (1939 – 1941)
- Никола Петков (1942 – 1945)
- Георги Трайков (1947 – 1974)
- Петър Танчев (1974 – 1989)
- Ангел Димитров (1989 – 1990)
- Виктор Вълков (1990 – 1991)
- Ценко Барев (1991 – 1992)

## Участия в избори

### Парламентарни
| година         | избори                  | гласове | %     | резултат  |
| -------------- | ----------------------- | ------- | ----- | --------- |
| 1899           | Народно събрание        | 4 700   | 1,4%  | 0 / 169   |
| 1901           | Народно събрание        | 22 600  | 7,7%  | 12 / 164  |
| 1902           | Народно събрание        | 24 710  | 7,7%  | 0 / 203   |
| 1903           | Народно събрание        | –       | –     | 0 / 169   |
| 1908           | Народно събрание        | 68 308  | 14,6% | 19 / 203  |
| юни 1911       | Велико Народно събрание | 87 410  | 15,7% | 51 / 414  |
| септември 1911 | Народно събрание        | 71 943  | 14,3% | 4 / 212   |
| 1913           | Народно събрание        | 113 761 | 21,2% | 48 / 204  |
| 1914           | Народно събрание        | 147 143 | 19,3% | 47 / 245  |
| 1919           | Народно събрание        | 176 281 | 27,3% | 77 / 237  |
| 1920           | Народно събрание        | 349 212 | 38,6% | 110 / 232 |
| април 1923     | Народно събрание        | 569 139 | 53,8% | 212 / 245 |
| ноември 1923   | Народно събрание        | 132 160 | 13,2% | 19 / 247  |
| 1927           | Народно събрание        | 285 758 | 24,8% | 46 / 261  |
| 1931*          | Народно събрание        | 626 553 | 48,4% | 151 / 273 |

- През 1931 г. е част от коалиция Народен блок

## Участия в държавната власт
- Държавни глави:
  - Георги Трайков, председател на Президиума на Народното събрание (1964 – 1971)
- Първи заместник държавни глави:
  - Георги Трайков, първи заместник-председател на Държавния съвет (1971 – 1974)
  - Петър Танчев, първи заместник-председател на Държавния съвет (1974 – декември 1989)
  - Ангел Димитров, първи заместник-председател на Държавния съвет (декември 1989 – април 1990)
- Заместник държавни глави:
  - Кирил Клисурски, заместник-председател на Президиума на Народното събрание (от 1952)
  - Николай Георгиев, заместник-председател на Президиума на Народното събрание (от 1958)
  - Георги Андреев, заместник-председател на Държавния съвет (1971 – 1973)

## Участия в изпълнителната власт

### Самостоятелно управление
Правителството на Александър Стамболийски (1919 – 1923) е изцяло съставено от дейци на БЗНС.

### Премиери и вицепремиери
В буржоазния период
Министър-председатели от БЗНС са:
- Александър Стамболийски (1919 – 1923) и
- Константин Муравиев (2 – 9 септември 1944).

В периода на социализма в НРБ
В периодите 1944 – 1987 година и 1990 – 1997 година, заместник-председатели на Министерския съвет (заместник министър-председатели) от БЗНС са:
- Александър Оббов, заместник-председател на МС (1944 – 1947)
- Георги Трайков, заместник-председател на МС, бил е първи заместник-председател на Министерския съвет от 1956 до 1964 г.
- Петър Танчев, заместник-председател на МС (1966 – 1971) и първи заместник-председател на МС (1971 – 1974)
- Алекси Иванов, заместник-председател на МС и председател на Съвета по селско и горско стопанство при МС (1986 – 1987)
- Виктор Вълков, заместник-председател на МС (декември 1990 – ноември 1991) и
- Светослав Шиваров, заместник министър-председател (1995 – 1997).

### Министри
В Буржоазния период
- Димитър Гичев, министър на земеделието и държавните имоти (1931 – 1934)
- Никола Захариев, министър на обществените сгради, пътищата и благоустройството (1934 – 1935), министър на търговията, промишлеността и труда (1942 – 1943)
- Христо Попов, министър на земделието и държавните имоти (1944)

 В първото отечественофронтовско правителство
- Асен Павлов, министър на земеделието и държавните имоти (1944 – 1945)
- Никола Петков, министър без ресор (1944 – 1945)
- Александър Оббов, министър на земеделието и държавните имоти (17 август – 29 септември 1945 и 31 март – 22 ноември 1946)
- Михаил Геновски, министър на земеделието и държавните имоти (1945 – 1946)

 В периода на социализма в НРБ
- Георги Трайков, министър на земеделието и държавните имоти (1946 – декември 1947), министър на земеделието и горите (декември 1947 – декември 1948), министър на земеделието (декември 1948 – януари 1950)
- Ради Найденов, министър на правосъдието (декември 1947 – 1962)
- Кирил Клисурски, министър на мините и подземните богатства (1948 – 1953)
- Стоян Тончев, министър на комуналното стопанство и строителството (1953 – 1957), министър на комуналното стопанство, строителството и благоустройството (1957 – 1968)
- Петър Танчев, министър на правосъдието (1962 – 1966)
- Светла Даскалова, министър на правосъдието (1966 – 1990)
- Хараламби Трайков, министър на информацията и съобщенията (1971 – 1973)
- Янко Марков, министър на горите и опазването на природната среда (1971 – 1976), министър на горите и горската промишленост (1976 – 1986)
- Георги Андреев, министър на информацията и съобщенията (1973 – 1976)
- Пандо Ванчев, министър на съобщенията (1976 – 1986)
- Радой Попиванов, министър на народното здраве (1977 – 1987), министър на народното здраве и социалните грижи (август 1987 – декември 1988)
- Алекси Иванов, министър на земеделието и горите (1986 и август 1987 – декември 1988)
- Георги Менов, министър на земеделието и горите (декември 1988 – февруари 1990)
- Минчо Пейчев, министър на народното здраве и социалните грижи (декември 1988 – февруари 1990)

### От различните БЗНС
От БЗНС на левицата
- от БЗНС „Александър Стамболийски“ (1995 – 1997):
  - Светослав Шиваров, заместник-председател на МС (1995 – 1997), министър на земеделието и хранителната промишленост (януари – февруари 1996)
  - Васил Чичибаба, министър на земеделието и хранителната промишленост (януари 1995 – януари 1996)

От БЗНС на десницата
- от БЗНС - Народен съюз:
  - Венцислав Върбанов, министър на земеделието, горите и аграрната реформа (1997 – декември 1999), министър на земеделието и горите (декември 1999 – 2001)
- от БЗНС (Реформаторски блок)
  - Николай Ненчев – министър на отбраната (2014 – 2017)

### При правителството „Станишев“
От 2005 г. Земеделски съюз „Александър Стамболийски“ като част от „Коалиция за България“ участва в управлението на оглавяваното от нея правителство. Неговият председател Спас Панчев е заместник-министър на отбраната, а началникът на кабинета на министъра на транспорта е заместник-председател и член на Постоянното присъствие на ЗС „Ал. Стамболийски“.